# Paul Flechsig
Paul Emil Flechsig (29 de junio de 1847, Zwickau, Alemania-22 de julio de 1929, Leipzig, Alemania) fue un neuropatólogo, neuroanatomista y psiquiatra alemán, conocido principalmente por sus investigaciones en mielogénesis (formación y desarrollo de la mielina en el sistema nervioso)

## Biografía
Nació en Zwickau, Alemania, recibió su educación en la Universidad de Leipzig, en 1884 llegó a ser profesor de psiquiatría. En 1882, fue director del instituto clínico de psiquiatría y neurología en Leipzig. Realizó investigaciones de los sistemas de tratamiento de problemas mentales en Europa, en los cuales tenía una reconocida autoridad. Paso más de 50 años de su carrera médica en Leipzig.
Aunque Flechsig contribuyó mucho con su estudio de desórdenes neurológicos, es más conocido hoy en día por sus investigaciones en mielogénesis. Entre sus estudiantes se encontraban Emil Kraepelin y Oskar Vogt. Flechsig fue el psiquiatra de Daniel Paul Schreber, cuyas memorias inspiraron a Sigmund Freud para que publicara un análisis detallado del caso en 1911. El trabajo de Flechsig no se ha redescubierto completamente, pero su mapa fue reproducido y discutido en Corteza y Mente de Joaquín Fuster.
Meliogénesis es una técnica en la que fue pionero, en la que estudió el cerebro de fetos a término y de los recién nacidos mediante el entintado con mielina. Entre dos meses antes de nacer y dos meses después, el cerebro se mieliniza. El orden en el que esto sucede parece reflejar el orden evolutivo de los mamíferos de menor a mayor complejidad. Derivó un mapa de la corteza cerebral no dividido por histología (como lo hiciera Korbinian Brodmann), sino por mielinización.
Flechsig dividió las regiones de la corteza cerebral en tres:
1. Zona primitiva de mielinización temprana, la cual incluye las cortezas motora, visual, auditiva y somatosensorial.
2. Campo bordeando la zona primitiva que mieliniza la siguiente.
3. Zona mielinización tardía, la cual llamó de "asociación".[5]

La última área de la corteza cerebral humana en mielinizarce es la corteza prefrontal dorsolateral. Esta región se sigue desarrollando en la adolescencia y edad adulta, y se relaciona a la función ejecutiva y la memoria de trabajo.
El Instituto de Investigación Cerebral Paul Flechsig de la Universidad de Leipzig es una institución establecida en 1974 como tributo a Flechsig. El énfasis científico del instituto son los aspectos celulares y moleculares de los reacciones neurológicas y degenerativas en el cerebro y la retina.
El tracto espinocerebelar dorsal (tracto espinocerebelar posterior, fascículo de Flechsig, tracto de Flechsig) transmite propioceptiva información de propioceptores en los músculos esqueléticos y articulaciones para el cerebelo.

## Obras

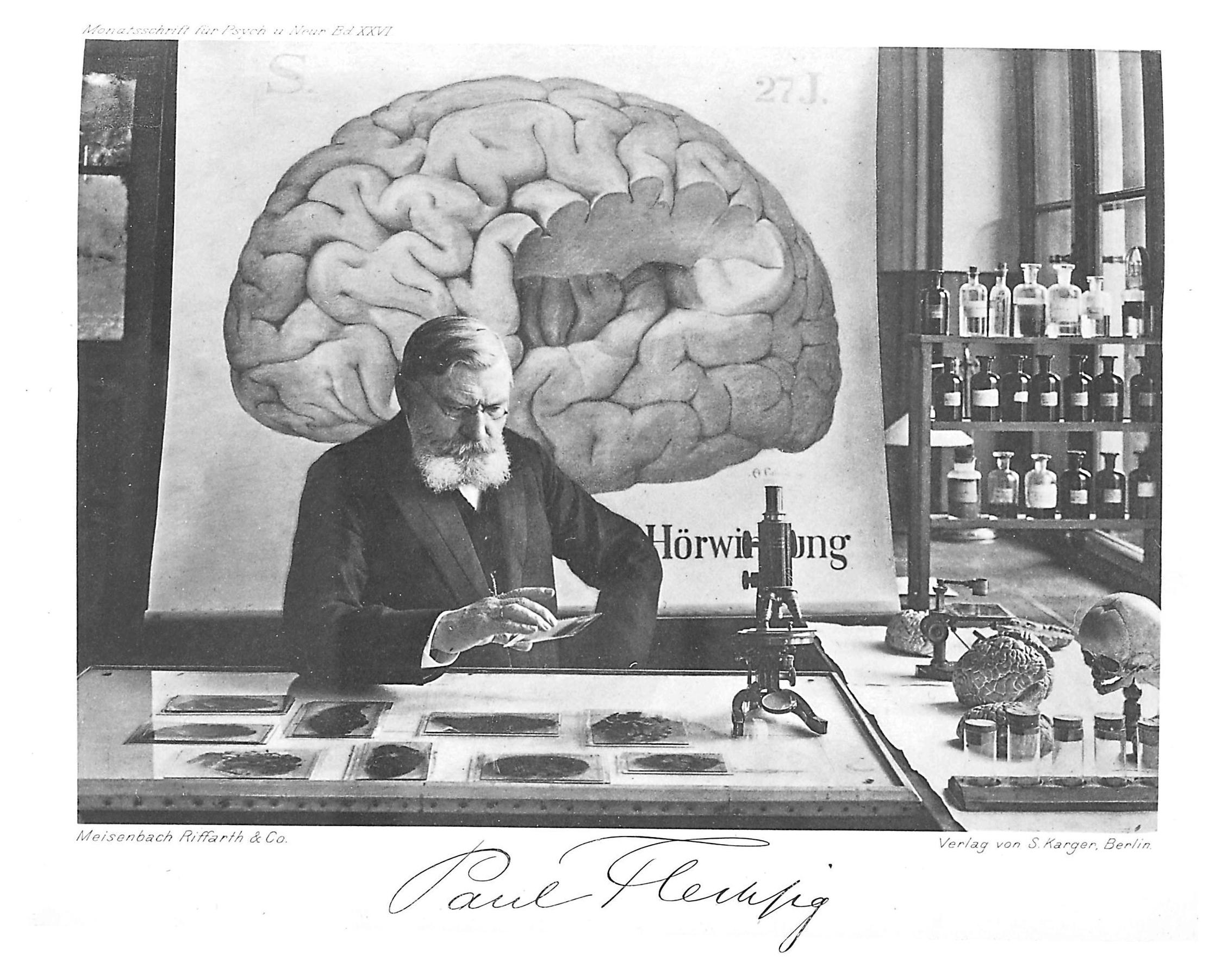
Paul Flechsig (1847-1929)

- Die Leitungsbahnen im Gehirn und Rückenmark des Menschen auf Grund entwicklungsgeschichtlicher Untersuchungen dargestellt (1876)
- Ueber Darstellung und chemische Natur des Cellulosezuckers. Zeitschrift für Physiologische Chemie 7: 523-540 (1882–83)
- Die Irrenklinik der Universität Leipzig in den Jahren 1882-86 (1887)
- Ueber eine neue Färbungsmethode des centralen Nervensystems und deren Ergebnisse bezüglich des Zusammenhanges von Ganglienzellen und Nervenfasern. Archiv für Physiologie: 537-538 (1889)
- Gehirn und Seele (1896)
- Die Localisation der geistigen Vorgänge insbesondere der Sinnesempfindungen des Menschen: Vortrag gehalten auf der 68. (1896)
- Anatomie des menschlichen Gehirns und Rückenmarks auf myelogenetischer Grundlage (1920)
- Die myelogenetische Gliederung der Leitungsbahnen des Linsenkerns beim Menschen. Berichte über die Verhandlungen der Königlich Sächsischen Gesellschaft der Wissenschaften zu Leipzig: Mathematisch-Physische Klasse 73: 295-302 (1921)